# Gariep patera
Gariep patera är en skalbaggsart som beskrevs av Hippolyte Louis Gory och Achille Rémy Percheron 1833. Gariep patera ingår i släktet Gariep och familjen Cetoniidae. Inga underarter finns listade i Catalogue of Life.